# Ignace Lepp
Ignace Lepp (John Robert Lepp; * 26. Oktober 1909 in Orajõe, Kreis Pärnu, Estland; † 29. Mai 1966 in der Nähe von Paris) war ein französischer Priester, Psychotherapeut und Sachbuchautor.

## Leben
Lepp wurde auf einem Ostsee-Schiff geboren, auf dem sein Vater Kapitän war.  Auch der Großvater war Seemann und (später) Reeder. Lepp lebte mit Vater, Mutter und Bruder bis zum Alter von 5 Jahren auf diesem Schiff; die Familie war evangelisch,  aber nicht praktizierend: Meine Eltern waren Protestanten, väterlicherseits seit Jahrhunderten (…, es) schien jedoch niemand seine konfessionelle Zugehörigkeit wirklich ernst zu nehmen. Im Ersten Weltkrieg wurde der Vater zur Kriegsmarine eingezogen und fiel 1916. Danach lebte die Familie in Frankreich. Mit 15 Jahren wurde er nach der Lektüre von Die Mutter von Maxim Gorki Mitglied der kommunistischen Partei Frankreichs. Dieses Werk machte großen Eindruck auf ihn, wie er in seinem autobiographisch geprägten Buch Von Marx zu Christus betont.
Viele Jahre lang war er Atheist und Marxist. Von seiner Familie hatte er sich im Zorn getrennt und verdiente einen kargen Lebensunterhalt als Haustürvertreter für kommunistische Bücher und Journalist. Den größten Teil seiner Arbeitskraft wandte er verschiedenen Organisationen der Kommunistischen Partei zu; ferner besuchte er das Gymnasium.
Oktober 1925 besuchte er mit einer Delegation die Feiern zum achten Jahrestag der Oktoberrevolution und neben Moskau die Städte Kiew und Leningrad sowie die Krim. Auch ein Besuch von Jasnaja Poljana (Tula), dem Geburts- und Wohnort von Leo Tolstoi, war möglich.
In den Folgejahren besuchte Lepp häufig die Sowjetunion und arbeitete – neben seinem Studium der Philosophie – auch im Aufbau kommunistischer Organisationen im Ausland mit, dies im Rahmen der Internationalen Rote Hilfe (in Frankreich Secours Rouge International). Er bekleidete mittlerweile hohe Posten in der Partei, fühlte sich als Berufsrevolutionär  und schrieb – teils unter Pseudonym und in Esperanto – marxistische Broschüren. Zu dieser Zeit gehörte er in Frankreich zu den bekanntesten marxistischen Intellektuellen, auch wenn er später die literarische Produktion dieser Jahre als sehr mittelmäßige Romane und Thesen-Dramen bezeichnete.
Lepp wurde Generalsekretär einer internationalen Vereinigung von intellektuellen Revolutionären und arbeitete an der Vorbereitung des Ersten Internationalen Schriftstellerkongresses mit. Er stand in intensivem Kontakt zu Henri Barbusse, der ihn sehr beeinflusste, Romain Rolland, Heinrich Mann, Stefan Zweig, Miguel de Unamuno, Dos Passos, Upton Sinclair und anderen.
Der Aufbau kommunistischer Organisationen im Ausland (Deutschland, Polen, Rumänien) war nicht ungefährlich. Im Mai 1932 führte eine Verhaftung in Sachsen nur zu einer kurzen und vergleichsweise angenehmen Festungshaft, im Herbst 1932 in Thüringen jedoch schon zu sechs Wochen Gefängnishaft und zur Landesverweisung. Eine erneute Verhaftung 1933 führte in Deutschland zum Todesurteil wegen subversiver Tätigkeit. Zwei Tage vor der Exekution konnte er durch die Hilfe von Sympathisanten nach Moskau fliehen.
Zwar erhielt Lepp in der Sowjetunion gleich eine Stelle als Philosophieprofessor in Tiflis, doch wurde er durch die Armut des Volkes, den Druck der Fünfjahrespläne, die Zwangskollektivierung der Landwirtschaft, das opulente Leben der Parteibonzen, das Vorgehen des GPU und des NKWD gegen Kulaken, angebliche Saboteure und Abweichler ernüchtert. Eine große Enttäuschung empfand er, als Josef Stalin die Internationale verleugnete und einen neuen Patriotismus verkündete. Er nutzte eine Einladung zum Weltfriedenskongress 1936 nach London, um die UdSSR zu verlassen und kehrte nach Frankreich zurück.
Nach seiner Ernüchterung fühlte Lepp sich innerlich leer und verbrachte viel Zeit in Künstlerclubs, ohne aber eine feste Partnerschaft oder neuen Lebensinhalt zu finden. Bald jedoch änderte er seine Einstellung radikal. Auch hier spielten Bücher eine wichtige Rolle. Nach der Lektüre von Quo Vadis  von Henryk Sienkiewicz entdeckte er im frühen Christentum die Verwirklichung seiner sozialistischen Ideale.
In der folgenden Zeit las er sich durch eine Vielzahl von katholischen, evangelischen und kritischen Werken, von Adolf von Harnack bis Louis Duchesne, von Alfred Loisy bis Ernest Renan. Er besuchte auch Veranstaltungen der verschiedenen Konfessionen.  Schließlich konvertierte er am 14. August 1937 nach langen Gesprächen mit einem Jesuiten zum Katholizismus.
Daraufhin wollte Lepp den Jesuiten beitreten, der Ordensgeneral riet ihm aber, sich für mindestens die Dauer von drei Jahren mehr im katholischen Umfeld kundig zu machen. Reisen zu verschiedenen Ordensgemeinschaften und Klöstern, etwa den Franziskanern in Antwerpen, den Benediktinern in der Abtei Maredsous, den Trappisten der Abtei Sainte-Marie du Désert im Languedoc und den Dominikanern in Juvisy (wo er Joseph Folliet kennenlernte) gaben ihm Einblicke in die verschiedenen Spiritualitäten und die Christliche Soziallehre.
Schließlich trat Lepp in den Jesuitenorden ein und studierte in Lyon Philosophie und katholische Theologie, unter anderem bei Henri de Lubac, den er sehr schätzte. Am 29. Juni 1941 wurde er in der Basilika Notre-Dame de Fourvière in Lyon durch Kardinal Pierre-Marie Gerlier zum Priester geweiht. Danach wirkte er als Professor für Philosophie an der Sorbonne.
Ignace Lepp unternahm zahlreiche Vortragsreisen und schrieb zahlreiche Bücher über den Atheismus, Religion und Psychologie, da er auch Psychologe und Psychoanalytiker war. Etliche seiner viel gelesenen Bücher wurden in die wichtigsten europäischen Sprachen übersetzt, da sie in moderner Sprache Lebensfragen behandelten. Er galt, wie Michel Quoist und Louis Évely, als Vertreter des progressiven, weltoffenen französischen Katholizismus. Mit Pierre Teilhard de Chardin war er befreundet.

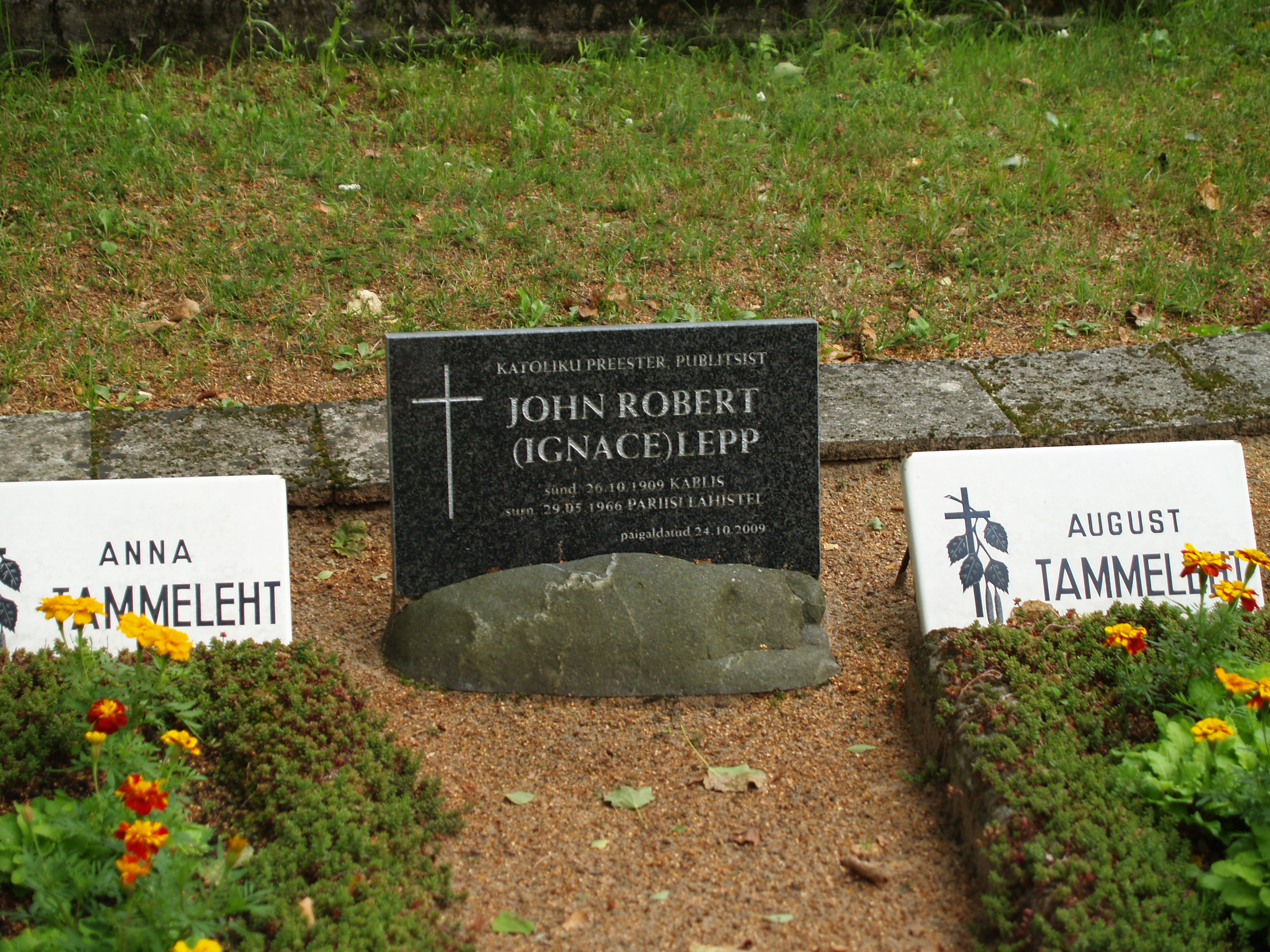
Grab von Ignace Lepp

## Werke (Auswahl)
- Von Marx zu Christus. 1957 (autobiografische Aufzeichnungen)
- Splitter und Balken. Von den Ärgernissen einer christlichen Welt. 1957 (Tagebuch-Auszüge 1941–1956)
- Psychoanalyse des modernen Atheismus. 1962
- Die neue Erde: Teilhard de Chardin und das Christentum in der modernen Welt. 1962
- Um einen christlichen Humanismus. 1967
- Klarheiten und Finsternisse der Seele. 1968
- Christliche Existenzphilosophie. 1968
- Die Psychologie der Freundschaft.
- Die Psychologie der Liebe.
- Schöpferischer Lebensstil.
- Die authentische Existenz.
- Um einen christlichen Humanismus. 1972

Die deutschen Fassungen der Bücher erschienen im Hardcover gewöhnlich im Styria Verlag, als Taschenbuch beim Verlag Herder.